# Ailoche
Ailoche – miejscowość i gmina we Włoszech, w regionie Piemont, w prowincji Biella.
Według danych na styczeń 2009 gminę zamieszkiwało 331 osób przy gęstości zaludnienia 32,1 os./1 km².